# Townsendia podexargenteus
Townsendia podexargenteus är en tvåvingeart som beskrevs av Günther Enderlein 1914. Townsendia podexargenteus ingår i släktet Townsendia och familjen rovflugor.
Artens utbredningsområde är Costa Rica. Inga underarter finns listade i Catalogue of Life.